# Rode kardinaal

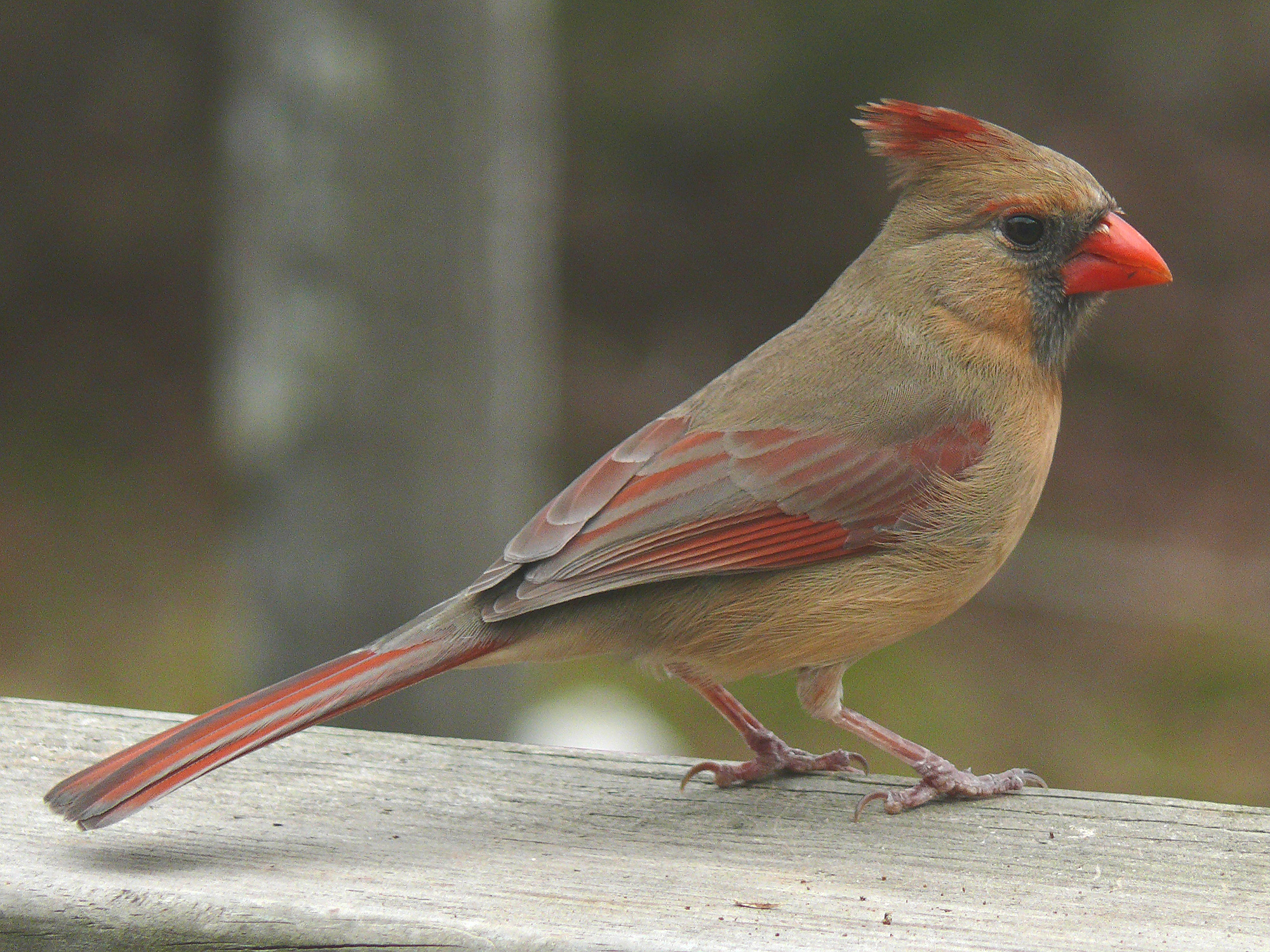
Vrouwtje

De rode kardinaal (Cardinalis cardinalis) is een vogel uit de familie van de kardinaalachtigen (Cardinalidae).

## Kenmerken
De vogel is 21 tot 23,5 cm lang en weegt 21 tot 52 gram; vrouwtjes zijn iets korter en minder zwaar dan mannetjes. Het verenkleed van het mannetje is helderrood met zwarte keel en rode snavel; het vrouwtje is olijfkleurig. De ondersoorten vertonen kleine verschillen in formaat en de intensiteit van het rood. C. c. superbus is het grootst en de ondersoort  C. c. mariae is relatief licht. Ze hebben een luide, vloeiende, fluitende zang, die door beide seksen ten gehore wordt gebracht. Deze zang, vooral die van de ondersoorten in de Verenigde Staten, is uitgebreid bestudeerd. Ze hebben stevige snavels, geschikt om zaden mee te kraken.
In Europa wordt hij wel als (dure) kooivogel gehouden.

## Voortplanting
Het vrouwtje bouwt het nest van halmen en hennepvezels, zowel in een dichte struik als ook in een spar. De 2 tot 3 eitjes, blauw-groen van kleur worden 11 tot 13 dagen bebroed en de jongen worden door beide ouders gevoerd. De ontwikkeling van de jongen gaat  snel. Na 9 tot 11 dagen verlaten de dan nog spaarzaam gevederde jongen het nest. Na 19 dagen kunnen ze goed vliegen en na 38 tot 45 dagen zijn ze onafhankelijk van de ouders.

## Verspreiding en leefgebied
De soort telt 19 ondersoorten:
- C. c. cardinalis: zuidoostelijk Canada, de centrale en oostelijke Verenigde Staten (behalve zuidoostelijk Georgia en Florida).
- C. c. floridanus: zuidoostelijk Georgia en Florida.
- C. c. magnirostris: van zuidelijk Texas en centraal Oklahoma tot Mississippi.
- C. c. canicaudus: van westelijk Oklahoma en westelijk en centraal Texas tot centraal Mexico.
- C. c. coccineus: van San Luis Potosí tot noordelijk Oaxaca (oostelijk tot het zuidelijke deel van Centraal-Mexico).
- C. c. littoralis: van Veracruz tot Tabasco (se Mexico).
- C. c. yucatanicus: Yucatán (ZO-Mexico).
- C. c. phillipsi: Yucatán (ZO-Mexico).
- C. c. flammiger: zuidelijk Quintana Roo (zuidoostelijk Mexico), noordoostelijk Belize en noordelijk Guatemala.
- C. c. saturatus: Cozumel (nabij zuidoostelijk Mexico).
- C. c. superbus: de zuidwestelijke Verenigde Staten en noordelijk Sonora (noordwestelijk Mexico).
- C. c. seftoni: centraal Baja California (noordwestelijk Mexico).
- C. c. igneus: zuidelijk Baja California (noordwestelijk Mexico).
- C. c. clintoni: Seralvo (nabij Baja California).
- C. c. townsendi: Tiburón en aangrenzend Sonora (noordwestelijk Mexico).
- C. c. affinis: het noordelijke deel van Centraal-en het westelijke deel van Centraal-Mexico.
- C. c. sinaloensis: westelijk Mexico.
- C. c. mariae: Três Marias (nabij westelijk Mexico).
- C. c. carneus: zuidwestelijk Mexico.

Het leefgebied bestaat uit lage dichte begroeiing in plantsoenen, tuinen, bossen en moerassen, overal waar struikgewas aan te treffen is. De ondersoort C. c. phillipsi komt vooral voor in kustgebieden met veel struikgewas. Vooral aan de noordrand van zijn verspreidingsgebied in de buurt van Ottawa is het een vogel van buitenwijken die rijk zijn aan bomen en heesters. Vanwege zijn vuurrode verenpak –althans van het mannetje– is hij onmiskenbaar en een graag geziene gast bij voederbakken in tuinen. In Mexico komt de vogel voor in berggebieden tot op 2000 m boven zeeniveau. De rode kardinaal is ingevoerd in Hawaï en ook daar komt de vogel tot op grote hoogte voor (op Mauna Kea tot op 4055 m).

## Status
De grootte van de populatie is niet gekwantificeerd. Men veronderstelt dat de soort in aantal stabiel is. Om deze redenen staat de rode kardinaal als niet bedreigd op de Rode Lijst van de IUCN.